# Schizachyrium sulcatum
Schizachyrium sulcatum là một loài thực vật có hoa trong họ Hòa thảo. Loài này được (Ekman) S.T.Blake miêu tả khoa học đầu tiên năm 1969.